# 18 TCN
Năm 18 TCN là một năm trong lịch Julius. 